# VTV
ベトナムテレビジョン（ベトナム語：Đài Truyền hình Việt Nam / 臺傳形越南?、英語: Vietnam Television）は、ベトナムの国営テレビ局である。略称はVTV。

## 概要
ベトナムで最初のテレビ放送はベトナム語と英語向けチャンネルであった。VTVは1970年9月、キューバからの技術に協力して開局した。1975年にはベトナム戦争の影響で放送エリアが全国に広がった。1978年にはカラー放送がスタート。1990年にはVTV1とVTV2が放送開始。2007年・2013年に開催されたABUロボコンではホストブロードキャスターを担当した。また、2008年開催のミス・ユニバース2008世界大会でも技術協力した。

## チャンネルの種類

### 全国チャンネル
- VTV1（総合）：政治、経済、文化、社会など多方面のニュース。
- VTV2（科学技術）：財政・経済、自然科学、社会科学、情報技術、遠隔教育などの情報を提供している。
- VTV3（娯楽）：本来はスポーツとエンターテイメントのチャンネルだが、総合エンターテイメントチャンネルに改装することが計画されている。なお、スポーツ番組としての機能は「VTV6」に移行する予定。
- VTV4（国際）：在越外国人向けのチャンネル。ニュース番組、ベトナム国外での活動、児童向け番組、ベトナム文化、旅行などの番組がある。またニュースはベトナム語の他、英語・フランス語・中国語・ロシア語のほか、週1回間隔で日曜日に日本語のニュース番組が放送される。台湾中華電信MODの番組も放送される。
- VTV5（少数民族）：ベトナムにいる54の少数民族向けのチャンネル。少数民族の情報格差による貧困を解消するために設立された。
- VTV6（青少年）：流行の音楽やスポーツ番組を扱う。
- VTV7（教育と子供）：教育番組を扱う。2016年1月1日に開設。
- VTV8（ベトナム中北部）：ベトナム中北部を中心に放送する。ハノイ、カントー、フーイエン、フエの地方放送局を2016年1月1日に統合して設置。
- VTV9（ベトナム南部）：ベトナム東南部を中心に放送する。ホーチミン、カントーの地方放送局、その他政府の専門サイトと合併して2007年1月1日に設置された。

## 外国向け配信
- 2022年現在、日本のNHK BS1の番組『ワールドニュース アジア』にて、この放送局が伝えたニュースを日本語通訳付きで放送している。